# Spilosoma shensii
Spilosoma shensii là một loài bướm đêm thuộc phân họ Arctiinae, họ Erebidae.